# Attentismus
Attentismus (lateinisch attendere, „achtgeben, abwarten, seine Aufmerksamkeit auf etwas richten“) bezeichnet ein untätiges, abwartendes Verhalten. Dabei werden Handlungsentscheidungen aufgeschoben in der Erwartung, dass die Situation sich klärt. Das Gegenteil von Attentismus ist Aktivismus. 

## Attentismus in der Politik
Der Begriff des Attentismus geht auf das frühe 20. Jahrhundert zurück. In Frankreich trat der Begriff attentisme als Bezeichnung für politisches Verhalten um 1918 auf. Als Attentismus bezeichnet man später die abwartende Haltung der europäischen Politik gegenüber dem Aufstieg des Nationalsozialismus. Ebenso nannte man die passive Haltung der Bevölkerung im Angesicht der deutschen Besatzungsmacht, die von den Anhängern eines aktiven Widerstandskampfes kritisiert wurde, Attentismus.
Dieter Groh übertrug den Begriff in einer 1973 verfassten Habilitationsschrift mit dem programmatischen Titel „Negative Integration und revolutionärer Attentismus“ auf die politische Haltung der deutschen Sozialdemokratie des frühen 20. Jahrhunderts. Er definierte Attentismus als ein Konglomerat „von politischer Abwartehaltung, auf Umsturz der bestehenden Verhältnisse zielender Revolutionshoffnung und verbalem Radikalismus“. Damit  charakterisierte er die Politik der SPD-Parteiführung unter August Bebel und Karl Kautsky, die die Revolution nicht aktiv herbeiführen, sondern ihr Kommen abwarten wollten. Dem standen der revolutionäre Aktivismus des radikal-linken Flügels (Rosa Luxemburg, Karl Radek) und der reformerische Aktivismus von Ludwig Frank gegenüber. Karl Kautsky formulierte bereits 1893 seine Strategie: 
„Die Sozialdemokratie ist eine revolutionäre, nicht aber eine Revolutionen machende Partei. Wir wissen, dass unsere Ziele nur durch eine Revolution erreicht werden können, wir wissen aber auch, dass es ebensowenig in unserer Macht steht, diese Revolution zu machen, als in der unserer Gegner, sie zu verhindern. Es fällt uns daher auch gar nicht ein, eine Revolution anstiften oder vorbereiten zu wollen.“ Kautsky umschrieb damit die attentistische Grundhaltung der SPD.
Attentismus ist oft als eine Haltung zu verstehen, die vorhandene Probleme „aussitzt“ und sie nicht löst, sondern sich opportunistisch an die gegebene Situation anpasst. Bundeskanzlerin Angela Merkel wird mitunter attentistisches Regierungsverhalten vorgeworfen. So meint auch der deutsche Berufsdiplomat Markus Ederer, gebraucht werde „mehr Mut zur Außenpolitik“, es müsse ein Ende haben mit dem „bisherigen Attentismus“.

## Attentismus in der Wirtschaft

### Formen
Der Begriff Attentismus stammt aus der Politik, ist jedoch in der Wirtschaftswissenschaft von besonderer Bedeutung. Attentismus wird durch unklare Randbedingungen und Planungsunsicherheit ausgelöst. Abwartendes oder verzögertes Handeln bedeutet, dass vorgesehene Entscheidungen von Wirtschaftssubjekten nicht wie geplant umgesetzt werden, beispielsweise weil sich eine angekündigte oder erwartete staatliche Maßnahme auf diese Entscheidungen auswirken könnte. Attentismus ist zu beobachten, wenn für die betroffenen Wirtschaftssubjekte vorteilhafte Regelungen (Gesetze, Maßnahmen der Zentralbank) in Zukunft eingeführt oder nachteilige entfallen sollen. Um in den Genuss dieser Regelungen zu gelangen, müssen ohnehin geplante Entscheidungen hinausgeschoben werden. Betroffene Wirtschaftssubjekte sind die Privathaushalte, Unternehmen und der Staat mit seinen Untergliederungen (öffentliche Verwaltung, Staatsunternehmen, Kommunalunternehmen). 
Attentismus gibt es auf allen Märkten, auf denen die Marktpreise oder Marktzinsen schwanken. Die Börsen kennen den Attentismus durch Marktteilnehmer, die zwar die Börse beobachten, aber abwarten und nicht in die Marktentwicklung eingreifen. Attentismus ist eine Mentalität der Risikovermeidung durch Abwarten und Beobachten des Marktes. Ist beispielsweise auf dem Geldmarkt eine Zinserhöhung angekündigt, werden Anleger ihre vorgesehene Geldanlage bis nach der erfolgten Zinserhöhung verschieben und Unternehmer Investitionen vorziehen, so dass die mit der Investition verbundene Fremdfinanzierung noch zu einem niedrigeren Kreditzins stattfinden kann. Erwarten die Wirtschaftssubjekte sinkende Marktpreise und halten sie sich entsprechend mit Käufen zurück, kann dieser Attentismus eine Spirale weiterer Preissenkungen und einen starken Einbruch wirtschaftlicher Aktivitäten auslösen. Angekündigte Steuererleichterungen animieren die begünstigten Wirtschaftssubjekte, zunächst ihre Entscheidungen aufzuschieben und zurückzustellen, bis die Steuererleichterungen in Kraft treten, um ihre Entscheidungen dann umzusetzen. Der Attentismus ist in diesen Fällen mit einem Mitnahmeeffekt verbunden. 

### Auswirkungen
Bereits schlichte Verlautbarungen künftiger wirtschaftspolitischer Absichten staatlicher Organe können bei Marktteilnehmern Signalwirkungen auslösen, die diese Teilnehmer zu einer Reaktion veranlassen. Diese Reaktion kann aus einem Vorziehen eigentlich später geplanter Entscheidungen (Vorzieheffekt) als auch in einem Hinauszögern eigentlich früher geplanter Entscheidungen (Attentismus) bestehen. Das abwartende Zögern der Marktteilnehmer auf geldpolitische Maßnahmen der Zentralbank kann beispielsweise unerwünschte Zinseffekte mit sich bringen, die ihrerseits die Gesamtnachfrage beeinflussen. Ein Attentismus der Anleger vermag Zinssteigerungen zu erzwingen, umgekehrt kann ein Attentismus der Investoren und öffentlichen Hand eine Zinssenkung bewirken. An der Börse können Gerüchte insbesondere über Zinsänderungen oder Devisenkursänderungen zu einer Beschleunigung der Kursentwicklung führen, da Anleger dem Markt ihre Nachfrage nach Wertpapieren oder Devisen entziehen.
Attentismus führt meist zu Ineffizienzen beim Politikeinsatz durch Wirkungsverzögerungen. Hierdurch verschärfen Zentralbanken und Regierungen eine Krise und erreichen das Gegenteil ihrer Absichten. Nicht nur Maßnahmen der Zentralbank, sondern alle anstehenden staatlichen Maßnahmen mit Finanzwirkung können Attentismus betroffener Wirtschaftssubjekte hervorrufen. Die politische Lage kann auch unternehmerische Investitionsentscheidungen beeinflussen: „Der Attentismus gewinnt weniger Raum, wenn die Wirtschaft Vertrauen in die zukünftigen Absichten der Politik hat, wenn es uns gelingt, die Kooperation mit der Regierung zu verbessern“. Eine deflationäre Entwicklung führt zu einem Attentismus bei Investitionen und Konsum, denn bei sinkenden Preisen lohnt es sich für Investoren und Konsumenten, so lange abzuwarten, bis die geplanten Käufe am günstigsten sind.
Regierungen und Zentralbanken sind dazu übergegangen, ihre finanzwirksamen Entscheidungen nicht mehr vorher anzukündigen, sondern sie überraschend bekannt zu geben. Viele Entscheidungen (etwa über Auf- oder Abwertung) werden deshalb am Wochenende veröffentlicht, wenn die Marktteilnehmer wegen Bankfeiertagen nicht reagieren können.  